# Municipio de Marshall (Pensilvania)
El municipio de Marshall (en inglés: Marshall Township) es un municipio ubicado en el condado de Allegheny en el estado estadounidense de Pensilvania. En el año 2000 tenía una población de 5.996 habitantes y una densidad poblacional de 148.4 personas por km².

## Geografía
El municipio de Marshall se encuentra ubicado en las coordenadas 40°39′10″N 80°06′49″O / 40.65278, -80.11361.

## Demografía
Según la Oficina del Censo en 2000 los ingresos medios por hogar en la localidad eran de $102,351 y los ingresos medios por familia eran $109,376. Los hombres tenían unos ingresos medios de $84,871 frente a los $38,917 para las mujeres. La renta per cápita para la localidad era de $42,856. Alrededor del 5,8% de la población estaban por debajo del umbral de pobreza.